# Aaron Jeffery

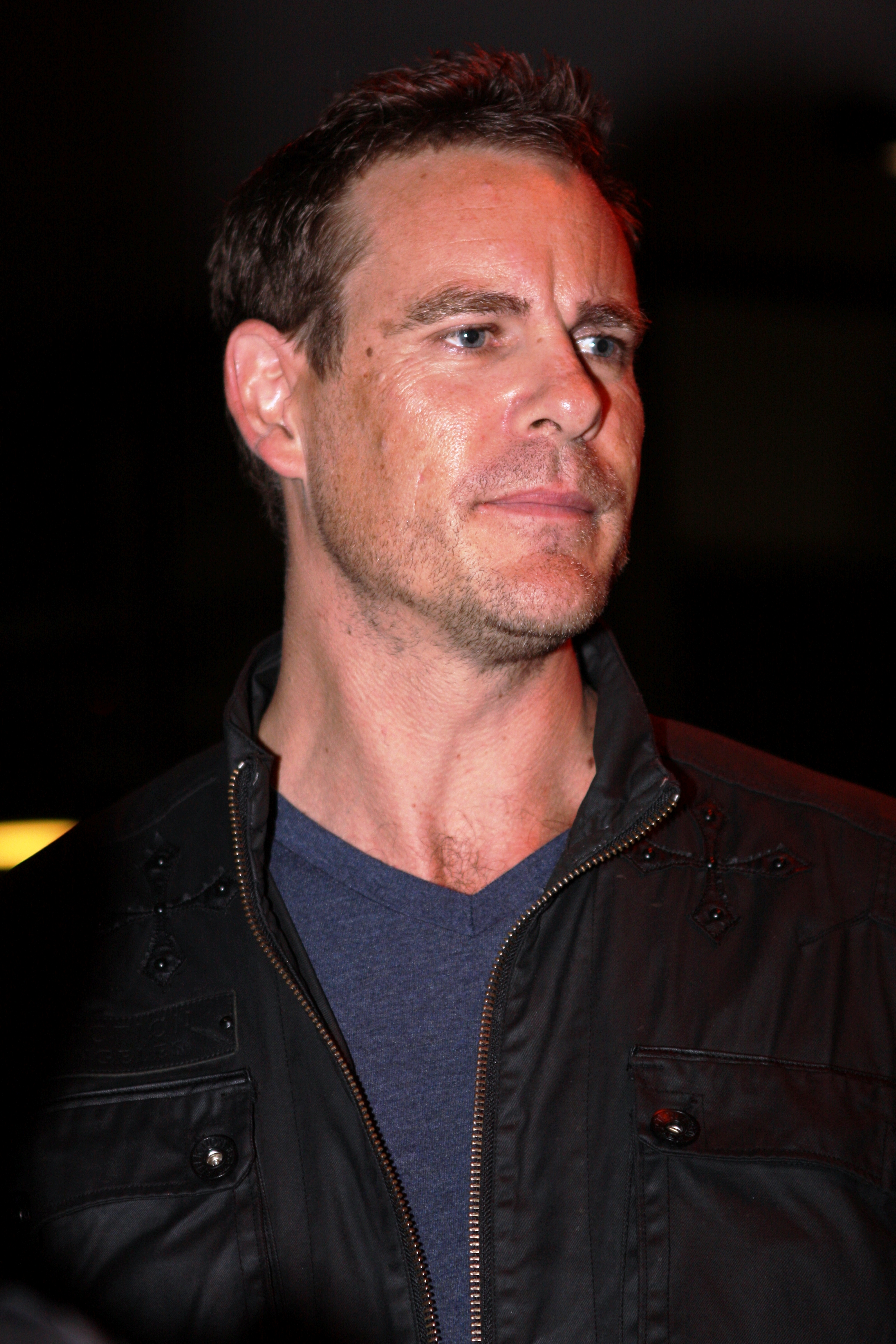
Aaron Jeffery

Aaron C. Jeffery (* 25. August 1970 in Howick, Auckland, Neuseeland) ist ein neuseeländischer Schauspieler.

## Leben und Karriere
Mit 17 Jahren siedelte er nach Australien um und studierte Schauspiel am National Institute of Dramatic Art (NIDA). Nach seinem Abschluss 1993 spielte er Dauerrollen in mehreren australischen Fernsehserien, u. a. in Water Rats – Die Hafencops.
Nachdem er von einem Stalker belästigt und angegriffen wurde, unterbrach Jeffery seine Schauspielkarriere und arbeitete auf einer Farm in New South Wales, während er nebenbei Theologie studierte.
2001 kehrte er für die australische Serie McLeods Töchter vor die Kamera zurück und spielt darin bis 2008 die Rolle des Alex Ryan.
Jeffery war mit Melinda Medich verheiratet und hat eine Tochter. Die Ehe zerbrach Ende 2005. Jeffery war mit seiner Kollegin Michelle Langstone liiert (sie spielte die Rolle seiner Verlobten und späteren Frau Fiona), die er auf dem Set von McLeods Töchter kennenlernte. Nachdem Langstone jedoch aus der Serie ausstieg und daraufhin wegzog, trennten sie sich wegen der großen Entfernung. Mittlerweile ist er mit seiner Schauspielkollegin Zoe Naylor liiert, die ebenfalls in der Serie mitspielte. Mit ihr hat er zwei weitere Kinder.
Jeffery wurde als beliebtester Schauspieler in den Jahren 2004 und 2007 bei den Logie Awards mit dem Silver Logie ausgezeichnet und im Jahr 2005 dafür nominiert, jeweils für McLeods Töchter.
Jeffery spielte auch die Hauptrolle in der kurzlebigen australischen Krimiserie The Strip.

## Filmografie (Auswahl)
- 1994: The Damnation of Harvey McHugh (Fernsehserie)
- 1995: Fire (Fernsehserie)
- 1995: Blue Murder (Fernsehserie)
- 1996–1998: Water Rats – Die Hafencops (Fernsehserie)
- 1998: The Interview
- 1999: Strange Planet
- 2000: Murder Call (Fernsehserie)
- 2001–2008: McLeods Töchter (McLeod’s Daughters) (Fernsehserie)
- 2007: Outrageous Fortune (Fernsehserie)
- 2008: The Strip
- 2008: Beautiful
- 2009: X-Men Origins: Wolverine
- 2012: Nachbarn (Neighbours) (Soap)
- 2012: Miss Fishers mysteriöse Mordfälle (Serie)
- seit 2013: Wentworth (Fernsehserie)
- 2015: Turbo Kid
- 2018: Occupation
- 2022: Pieces of Her (Fernsehserie)